# سال دیگر اورشلیم

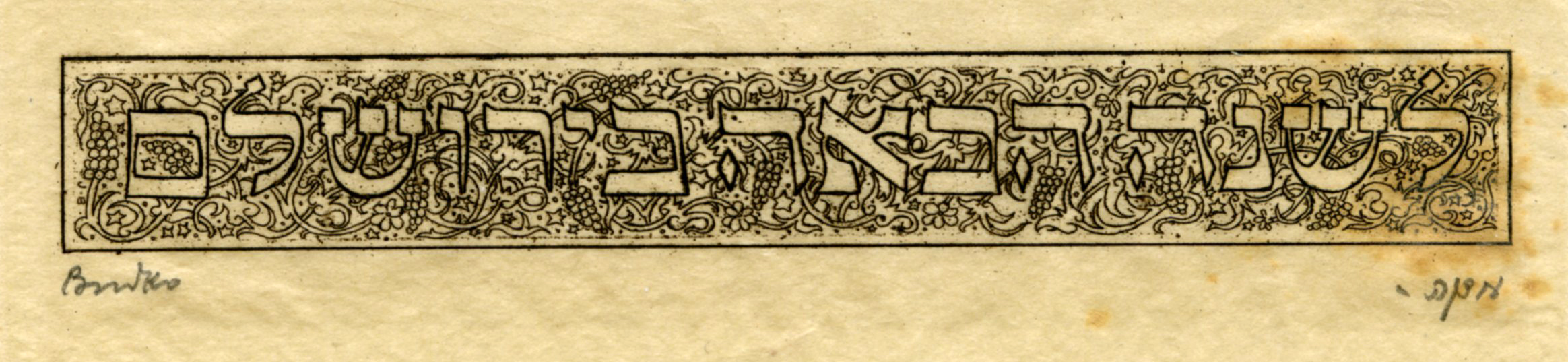
سال دیگر اورشلیم

ال'شانا هابا'ئا ب'یروشالاییم (عبری: לשנה הבאה בירושלים‎), لفظا. "سال دیگر در اورشلیم", عبارتی است که اغلب در سدر پسح و در پایان مراسم نعیلا در یوم‌کیپور به آواز خوانده می‌شود. استفاده از آن در پسح نخستین بار توسط آیزاک تایرنا در قرن ۱۵ام ثبت شده‌است.
سال دیگر در اورشلیم تم رایجی در فرهنگ یهودی را به یاد می‌آورد که تمایل دارد به بازگشت به اورشلیم بازسازی شده برگردد، و مفسرین بر این اعتقاد بوده‌اند که در حکم یادآوری برای تجربه زندگی در تبعید است.